# دیوید مالو (بازیکن فوتبال)
دیوید مالو (انگلیسی: David Malo؛ زادهٔ ۲۱ اوت ۱۹۸۰) بازیکن فوتبال اهل اسپانیا است.
از باشگاه‌هایی که در آن بازی کرده‌است می‌توان به باشگاه فوتبال ایبار و باشگاه فوتبال پومفرادینا اشاره کرد.